# 更埴橋
更埴橋（こうしょくばし）は、長野県長野市小島田町 - 松代町柴の千曲川に架かる長野県道382号中村金井山停車場線の橋長525.9 m（メートル）の桁橋。

## 概要
- 形式 - 鋼単純鈑桁橋1連+鋼3径間連続鈑桁橋3連+鋼単純鈑桁橋1連
- 橋長 - 525.9 m
- 幅員 - 7.5 m
  - 車道 - 6 m
  - 歩道 - 片側1.5 m

## 歴史
かつて小島田の渡しがあり、松代街道が千曲川を渡河する地点であったこともあり1878年（明治11年）に40間（約72 m）を10艘により渡した舟橋となった。1907年（明治40年）に木橋となった。
また、現存しないが、1892年（明治25年）に真島と松代寺尾を結ぶ木橋の真島橋が架設された。この橋は橋長55間（約99 m）、幅員1間（約1.8 m）を有していた。
1949年（昭和24年）8月31日から9月1日にかけてキティ台風のため、千曲川が増水し更埴橋を撤去した。
1971年（昭和46年）5月21日に永久橋となる。更埴橋の名は小島田側の更級郡と柴側の埴科郡を結んでいたことに由来する。